# 東武6000系電車
東武6000系電車（とうぶ6000けいでんしゃ）は、かつて東武鉄道に在籍した2ドアセミクロスシートの電車。
1985年（昭和60年）10月から1986年（昭和61年）10月にかけて全車が6050系に改造更新された。

## 概要
日光線系統の快速・準快速列車に充当されていた雑多な旧型車を置き換えるため、1964年（昭和39年）から1966年（昭和41年）にかけて22編成44両が日本車輌製造東京支店およびナニワ工機（現・アルナ車両）で新製された。1964年3月23日から営業運転に投入され、同年5月31日から快速列車への運用が開始された。
当形式は片開き2扉を持つセミクロスシート車両であり、国鉄・JRの車両区分であれば近郊形車両（または一般形車両）にカテゴライズされる。ただし、私鉄においては明確な意味で近郊形の概念は存在せず、セミクロスシート車両については事業者ごとに用途が異なるため、国鉄・JRのように明確に定義することは難しいものの、当形式は伊勢崎・日光線の快速運用が主目的であることから、実質上の快速系列車専用車となっている。この他にも有料の急行（1975年以降は快速急行）にも使用されていた。

### 登場の経緯
東武日光線と日本国有鉄道（以下、国鉄）日光線は、戦前より日光方面への観光客輸送を巡って競合関係にあった。1960年代初頭には双方の路線の最優等列車用車両として東武1720系「DRC」と国鉄157系「日光型」がそれぞれ導入され、その競争熱は頂点に達しようとしていた。
そのようなさなか、国鉄日光線において準急形電車（80系または153系）を使用した特別料金不要列車の新設が計画された。東武日光線における特別料金不要列車としては、快速・準快速列車が既に運行されていた。当時の同列車には元特急用車両であるモハ5310形・クハ350形やアコモ改善工事を施工されたモハ3210形・クハ250形が主に充当されていたものの、これらはいずれも戦前製の旧型車両であり、国鉄の準急形電車と比較すると著しく見劣りしていた。
それら旧型車を置き換え、快速列車のグレードアップを図るため、国鉄の準急形電車に匹敵する居住性と優等列車用車両に相応しい高速性能を兼ね備えた車両として新製・投入されたのが本系列である。

## 車両概説

### 車体
軽量化に配慮した全鋼製20 m級2扉車体で、1963年（昭和38年）に登場した8000系を基本としつつ、優等列車用として設計変更を加えたものとなっている。
客用扉は1,000 mm幅の片開き扉とし、極力車体両端に寄せて設置された。扉間には1,130 mm幅の側窓が並び、戸袋窓は車端側に設けられており、窓配置はd1D9D1（d：乗務員扉、D：客用扉）である。
前面は8000系で採用された高運転台構造を踏襲しているが、行先表示幕と種別表示幕を前面左右窓上に設置し、前面上部の造形が丸みを帯びた形状とされた点が異なる。前照灯と標識灯は一つのケースに収められ、8000系と比較として若干車体中央寄りに設置された。通過標識灯は8000系同様、前面上部の屋根部との境界付近に設置されている。
その他、本系列は前述のように日光・鬼怒川方面への分割・併合運用に充当されるため、誤乗防止の観点から車体側面に東武では初採用となる電動行先表示幕が設置された。

### 内装
車内座席配置は、扉間にボックスシートを、車端部にロングシートをそれぞれ配したセミクロスシート仕様である。シートピッチは1,480 mmで、国鉄153系などの準急形（急行形）電車と比較して20 mm広く取られている。ボックスシートの背もたれの腰より上の部分にはクッションがなく、デコラ板張り仕様とされた点が特異であった。車内カラースキームはベージュ系のデコラに「ラクダ色」と称する金茶色のシートモケットの組み合わせで、8000系のそれを踏襲している。なお、車内にデッキは設けられていない。
車内の貫通路上には「日光線」もしくは「鬼怒川線」と表記され、かつ色分けもされた表示板を差し込む枠を併設し、利用客の便宜を図った。また、長距離運転に配慮してクハにトイレが設置された。
なお、冷房装置は新製当時の鉄道車両の趨勢から搭載されず、全車非冷房仕様で落成している。

### 主要機器
制御器・抵抗器などの主要機器はモハに搭載し、電動発電機 (MG) および電動空気圧縮機 (CP) などの補機はクハに搭載する2両ユニット構成である。
モハ6100形 (Mc) -クハ6200形 (Tc)からなる2両編成で構成されている。
主電動機は8000系で実績のあるTM-63を搭載した。本系列では停止用および抑速用ブレーキとして発電制動を常用することから、8000系の1M仕様車（8500・8800番台）とは異なり、端子電圧375 V仕様の主電動機を搭載し永久直列つなぎで使用している。歯車比は5.31で8000系と同一であり、全界磁時における定格速度も同様に49.5 km/hであるものの、最弱界磁率が20%と大きく取られていることから高速性能は8000系よりも優れ、最高運転速度110 km/hを実現した。
主制御器は電動カム軸式の日立製作所製MMC-HTB-10Dを搭載する。この制御器は1720系などで既に採用されていた機種と同等であるが、本系列は1M方式かつ主電動機のつなぎが永久直列であることから、力行ステップは抵抗制御と弱め界磁制御のみで、直並列切り替えは行わない。
制動装置は発電制動併用電磁直通ブレーキ (HSC-D) で、日光線における連続勾配を考慮して1720系同様抑速制動機能が付加されている。
台車はモハが住友金属工業製FS357、クハが同FS057を装備する。いずれも鋳鋼製ミンデンドイツ型軸箱支持方式の空気ばね台車である。8000系初期車が装備したFS356・056（東武形式TRS-62）とほぼ同一の外観を持つが、電動車用台車であるFS357は基礎ブレーキがFS356の両抱き式に対して片押し式に変更されている点と、高速運転時における走行安定性向上のため、FS357・057ともに軸箱部にオイルダンパーが追加されている点が異なる。
CPは、原設計がアメリカ・ウエスティングハウス(WH)社で、それを日本エヤーブレーキ（現・ナブテスコ）でライセンス生産された「DH-25」で、これをクハ6200形に2基搭載している。DH-25は第二次世界大戦前の設計で、当時の東武で旧型車に多用されてきた実績があったが、カルダン駆動車の時代になっても手頃な容量と旧型車との部品共用の見地から1700・1720系および2000系などの一部系列で使用が続行され、6000系の場合は後年改造更新した6050系にまで積み替えられて使われ続けた。

## 運用
1966年（昭和41年）8月までに22編成44両が出揃い、定期快速運用は本系列で統一された。また、従来5700系によって運行されていた日光線急行「だいや」・「おじか」運用にも、同系列と併用される形で充当された。また、快速列車の運行時間外となる早朝・深夜には、出入庫や送り込みの関係から浅草 - 日光線方面で数本の準急にも充当されていた。
なお、本系列は落成直後に秩父鉄道経由で東上線に入線し、池袋まで運行された経歴を持つ。これは、池袋 - 東武日光間で定員制のイベント列車「にっこう」号として運転されたものである。また、その翌年となる1965年（昭和40年）には、やはり臨時快速「たびじ」号が池袋 - 鬼怒川公園間で運転された記録がある。

### 6050系へ

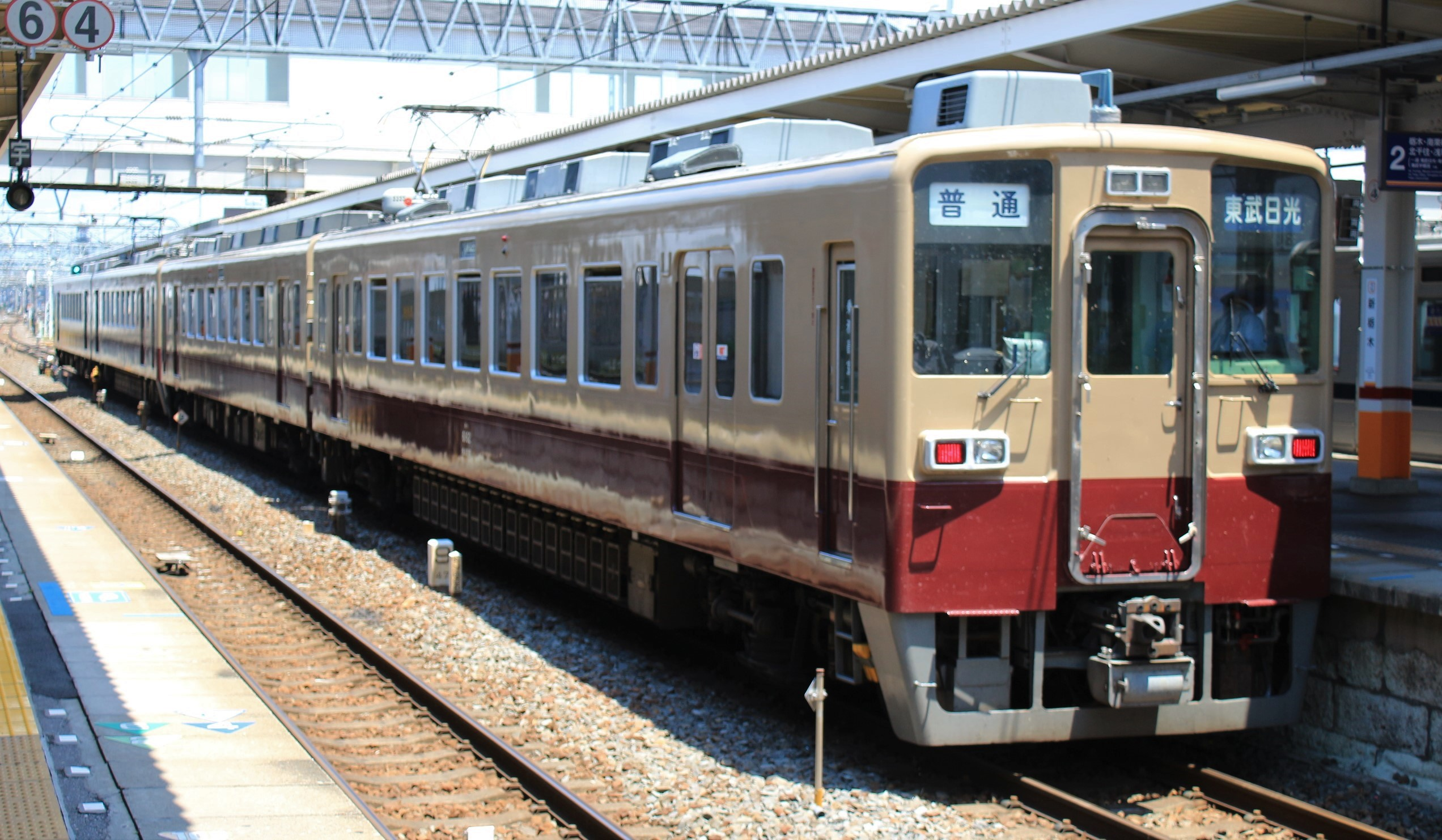
旧6000系ツートンカラーを復元した6050系

本系列は黄害対策として、1971年（昭和46年）5月から1973年（昭和48年）3月にかけて汚物タンクおよび汚物処理装置を搭載した以外、大きな改造を受けることなく運用されたが、8000系の冷房化も進んだ1980年代に至り、冷房装置を搭載していないことによるサービス上の問題が取り沙汰されるようになった。
同時期には野岩鉄道会津鬼怒川線の開業を間近に控えており、多くの長大トンネルを有する同路線への直通運転に際しては、当初は冷房化を含めた対応改造を本系列に施工して直通運用に充当する計画であった。しかし、本系列は車齢20年を経過し更新修繕時期を迎えていたことや、新規路線への直通運転に際してのイメージアップ目的から計画を変更し、本系列の電装品や台車、車体を更新した上で6050系への車体更新が決定した。
車体更新は急ピッチで進められ、1985年（昭和60年）10月から翌1986年（昭和61年）10月にかけて全車が6050系に更新され、本系列は形式消滅した。なお、更新途上においては本系列と6050系の併結運転も行われている。1986年（昭和61年）9月21日にはさよなら運転が実施された。
クハ6222の車体のみ民間に譲渡され、群馬県邑楽郡大泉町にて店舗として利用された。その後店舗は閉店したものの、同車はそのまま現存している。
2019年（令和元年）11月以降、東武日光線開業90周年を記念して6050系の6162編成（旧6119編成）と6179編成（新造編成）が当形式と同一のツートンカラーで出場している。内装モケットも当形式の金茶色のものが復元されている。

## 車歴
2023年1月をもって全車廃車になった。
| モハ6100形 | クハ6200形 | 竣工          | 製造     | 更新              | 更新年月   | 備考                                                  |
| 6101       | 6201       | 1964年3月10日 | 日車東京 | モハ6169-クハ6269 | 1986年9月  | 2021年12月 廃車                                       |
| 6102       | 6202       | 1964年3月10日 | 日車東京 | モハ6170-クハ6270 | 1986年8月  | 2022年2月 廃車                                        |
| 6103       | 6203       | 1964年3月10日 | 日車東京 | モハ6151-クハ6251 | 1985年10月 | 2022年3月 廃車                                        |
| 6104       | 6204       | 1964年3月10日 | 日車東京 | モハ6163-クハ6263 | 1986年5月  | 2019年8月 廃車                                        |
| 6105       | 6205       | 1964年3月10日 | 日車東京 | モハ6156-クハ6256 | 1986年2月  | 2021年10月 廃車                                       |
| 6106       | 6206       | 1964年3月10日 | 日車東京 | モハ6152-クハ6252 | 1985年12月 | 2022年8月 廃車                                        |
| 6107       | 6207       | 1964年3月10日 | 日車東京 | モハ6161-クハ6261 | 1986年4月  | 2017年6月 廃車                                        |
| 6108       | 6208       | 1965年3月15日 | ナニワ   | モハ6154-クハ6254 | 1985年12月 | 2021年5月 廃車                                        |
| 6109       | 6209       | 1965年3月15日 | ナニワ   | モハ6159-クハ6259 | 1986年3月  | 2021年12月 廃車                                       |
| 6110       | 6210       | 1965年3月15日 | ナニワ   | モハ6158-クハ6258 | 1986年3月  | 2017年5月 廃車                                        |
| 6111       | 6211       | 1965年3月15日 | ナニワ   | モハ6171-クハ6271 | 1986年9月  | 2017年6月 廃車                                        |
| 6112       | 6212       | 1965年3月15日 | ナニワ   | モハ6157-クハ6257 | 1986年2月  | 2022年8月 廃車                                        |
| 6113       | 6213       | 1965年3月15日 | ナニワ   | モハ6167-クハ6267 | 1986年7月  | 2021年10月 廃車                                       |
| 6114       | 6214       | 1965年3月15日 | ナニワ   | モハ6153-クハ6253 | 1986年1月  | 2021年10月 廃車                                       |
| 6115       | 6215       | 1965年3月15日 | ナニワ   | モハ6165-クハ6265 | 1986年7月  | 2017年10月 除籍 南栗橋車両管区本区 構内訓練線用訓練車 |
| 6116       | 6216       | 1965年3月15日 | ナニワ   | モハ6172-クハ6272 | 1986年10月 | 2022年8月 廃車                                        |
| 6117       | 6217       | 1965年3月15日 | ナニワ   | モハ6155-クハ6255 | 1986年1月  | 2021年12月 廃車                                       |
| 6118       | 6218       | 1966年7月25日 | ナニワ   | モハ6160-クハ6260 | 1986年4月  | 2021年5月 廃車                                        |
| 6119       | 6219       | 1966年7月25日 | ナニワ   | モハ6162-クハ6262 | 1986年5月  | 2023年1月 廃車                                        |
| 6120       | 6220       | 1966年7月25日 | ナニワ   | モハ6164-クハ6264 | 1986年5月  | 2021年5月 廃車                                        |
| 6121       | 6221       | 1965年8月8日  | ナニワ   | モハ6166-クハ6266 | 1986年6月  | 2017年6月 廃車                                        |
| 6122       | 6222       | 1965年8月8日  | ナニワ   | モハ6168-クハ6268 | 1986年7月  | 2022年2月 廃車 クハ6222の車体のみ 民間へ譲渡          |